# Moskiewski Akademicki Teatr Artystyczny

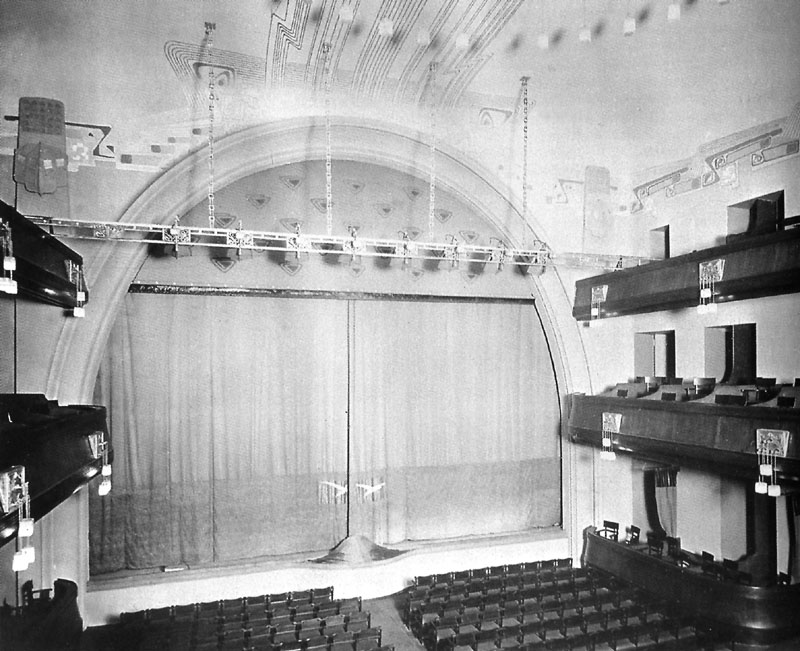
Wnętrze MChAT przy ul. Zaułek Kamergierski w Moskwie ok. 1900, poprzednio Teatr Lianozowa

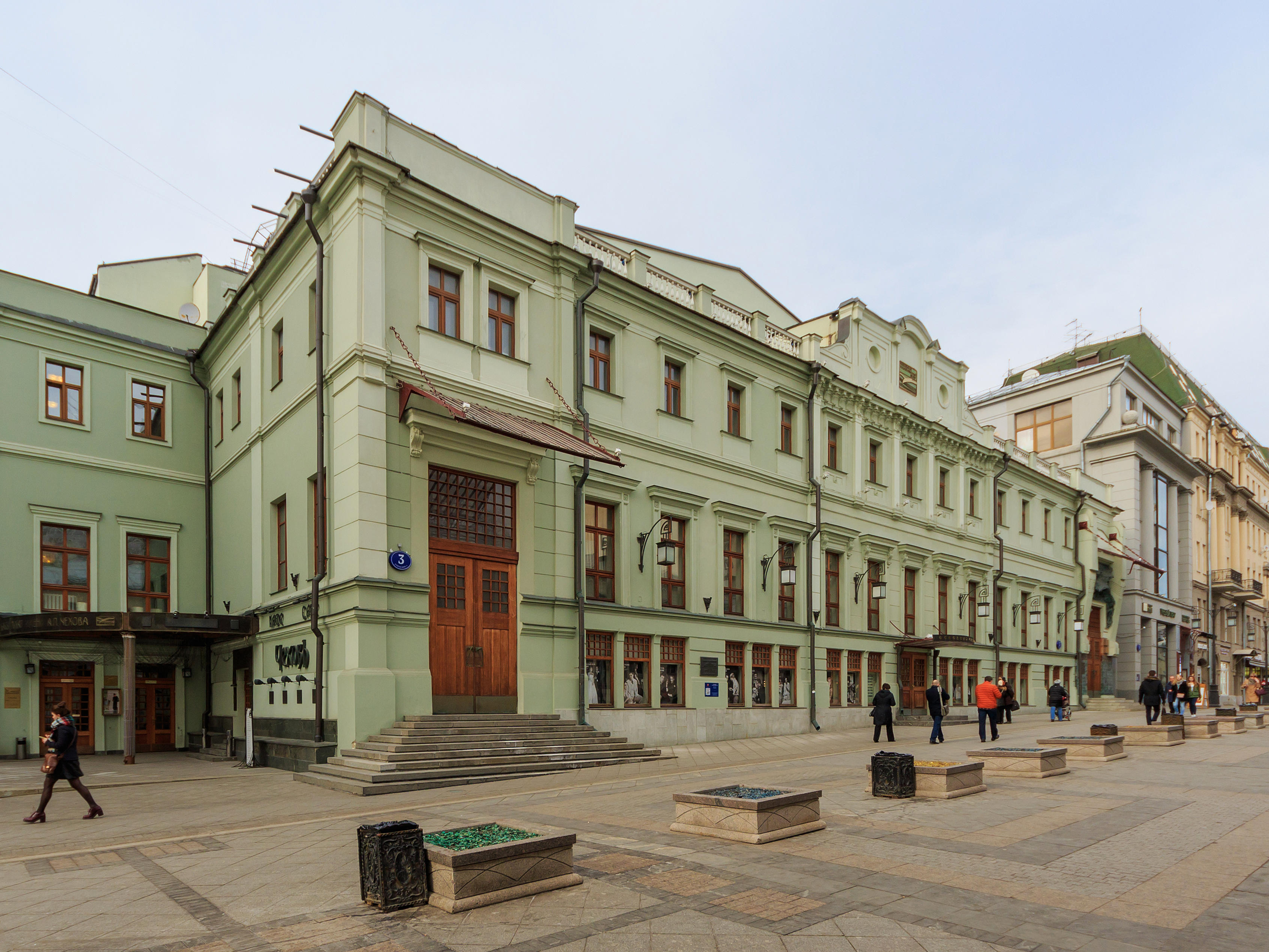
Historyczna siedziba MChAT przy ul. Zaułek Kamergierski 3 w Moskwie, proj. Fiodor Szechtel, obecnie siedziba MChT im. A. Czechowa

Moskiewski Akademicki Teatr Artystyczny (ros. Московский Художественный академический театр им. М. Горького, MXAT, Moskowskij chudożestwiennyj akademiczeskij tieatr im. M. Gorˈkogo, MChAT, właściwie Moskiewski Akademicki Teatr Artystyczny im. Maksyma Gorkiego) – teatr akademicki założony w 1898 r. przez Władimira Niemirowicza-Danczenkę i Konstantego Stanisławskiego jako Moskiewski Teatr Artystyczny (ogólnie dostępny) – ros. Московский художественный (общедоступный) театр, Moskowskij chudożestwiennyj (obszczedostupnyj) tieatr (MChT. Powstanie MChT zainicjowało spotkanie jego założycieli: K. Stanisławskiego i W. Niemirowicza-Danczenki 19 czerwca 1897 r. w restauracji "Sławiańskij bazar".
Jednym z pierwszych wystawień MChT była inscenizacja Mewy A. Czechowa (1898). MChT stosował przebojowy wówczas, realistyczny styl inscenizacji i – w sztuce aktorskiej – metodę Stanisławskiego (zob. literatura). Ta ostatnia polegała zasadniczo na teorii równowartości każdej, nawet najmniejszej, roli w danej sztuce teatralnej, i jak najbardziej "naturalnego" odegrania każdej roli.
Teatr zyskał popularność na początku XX wieku dzięki wystawianiu sztuk Antona Czechowa.
Od 1919 roku do nazwy teatru dodano tytuł "akademicki", stąd skrót MChAT. W 1932 r. MChAT otrzymał imię Maksyma Gorkiego. W 1987 r. MChAT podzielił się na dwa teatry:
- Moskiewski Akademicki Teatr Artystyczny im. M. Gorkiego (polski skrót: MChAT)
- Moskiewski Teatr Artystyczny im. A. Czechowa (polski skrót: MChT) nazywany również Moskiewskim Akademickim Teatrem Artystycznym im. Antona Czechowa.

MChT im. A. Czechowa mieści się w historycznym budynku MChAT przy ul. Kamiergierskij piereułok 3 .
Jednym z bardziej znanych artystów MChAT-u był Polak Ryszard Bolesławski.
MChAT opisuje Michał Bułhakow w niedokończonej Powieści teatralnej.

## Literatura
- Konstanty Stanisławski: Praca aktora nad sobą. Warszawa: PIW, 1954. Brak numerów stron w książce
- Konstanty Stanisławski: Praca aktora nad rolą. Warszawa: PZG, 1953. Brak numerów stron w książce
- Konstanty Stanisławski: Moje życie w sztuce. Warszawa: PIW, 1954. Brak numerów stron w książce
- Zbigniew Osiński: Teatr Dionizosa : romantyzm w polskim teatrze współczesnym. Kraków: WL, 1972. Brak numerów stron w książce